# 해군참모총장배 전국 수영 대회
해군참모총장배 전국 수영 대회(海軍參謀總長盃全國水泳大會]는 대한민국 해군본부가 주최하고 대한수영연맹이 주관해 해마다 열린 수영 대회이다.
첫 대회는 1969년 7월 26일과 27일에 걸쳐 서울운동장 풀에서 열렸다. 경영, 다이빙, 수구 종목 경기가 중등부와 고등부로 나뉘어 벌어졌으며, 남고부에서 우수한 기록을 수립한 선수는 해군 수영부에 특채키로 하기도 했다.
2005년 제33회 대회를 끝으로 더 이상 열리지 않는다.

## 한국 신기록
| 연도 | 횟수 | 대회명                         | 날짜            | 종목               | 기록         | 선수   | 소속     | 장소            | 주석 및 기타 |
| 1991 | 19회 | 해군 참모총장배 전국 수영 대회 | 6월 18일 - 20일 | 남자 자유형 1500m  | 16분 09초 13 | 방승훈 | 신성고   | 서울 잠실수영장 | [ 2 ]        |
| 1991 | 19회 | 해군 참모총장배 전국 수영 대회 | 6월 18일 - 20일 | 여자 개인혼영 400m | 5분 03초 86  | 김수진 | 사직여고 | 서울 잠실수영장 | [ 3 ]        |